# باول سميث (لاعب كرة قدم مواليد 1991)
باول سميث (بالإنجليزية: Paul Smith)‏ هو لاعب كرة قدم بريطاني في مركز الدفاع، ولد في 17 نوفمبر 1991 في ليفربول في المملكة المتحدة. لعب مع نادي بارو ونادي تشستر سيتي ونادي ريل ونادي ساوثبورت.

## وصلات خارجية
- بول سميث على موقع قاعدة بيانات كرة القدم.إي يو (الإنجليزية)
- بول سميث على موقع Soccerbase.com (لاعب) (الإنجليزية)